# Wigwam (groupe)
Pour les articles homonymes, voir Wigwam (homonymie).
Wigwam est un groupe finlandais de rock progressif (à tendance jazz rock et fusion) créé à la fin des années 1960 (1968-1969) à la suite de la séparation d'une formation musicale importante, Blues Section, où jouèrent auparavant les principaux membres de Wigwam.
Le groupe s'est formé autour d'un Britannique expatrié, Jim Pembroke, accompagné de Jukka Gustafsson (qui fit partie du groupe jusqu'en 1974), de Ronnie Österberg (jusqu'en 1980), de Mats Huldén et de Vladimir Nikamo. Pekka Pohjola, bassiste qui jouera après ce groupe avec Mike Oldfield et entreprendra une carrière solo à succès, a participé à ce groupe de 1970 à 1974.
Pendant un temps, au cours des années 1970, Wigwam, tout comme le groupe finlandais Tasavallan Presidentti semble bien placé pour surfer sur la vague du rock progressif triomphant et faire une percée au niveau européen. Mais le succès international ne viendra pas. Pour les critiques musicaux, la période faste du groupe s'étala de 1969 à 1974, où leur musique était drapée dans les sons d'orgue et de piano, le tout avec une évidente sonorité finlandaise. "Fairyport" (1971), le troisième album du groupe, est plus "progressif" et expérimental que les deux premiers et est considéré comme une des références du rock progressif des années 1970 par les connaisseurs. Tout comme l'album "Being" (1973), dont les textes et la musique ont été composés par Jukka Gustavson, qui est dernier disque de la formation Pembroke/Gustavson/Pohjola/Österberg.
1974/1977 marquent la seconde période du groupe représentée par de nouveaux membres. En 1975, l'album "Nuclear Nightclub" est un succès immédiat et lorsque sort "Dark Album" en 1977, le groupe a déjà cessé d'exister.
En décembre 1980, le batteur originel du groupe, Ronnie Österberg, se suicide.
Au début des années 1990, le groupe surprend en annonçant sa reformation. Trois disques ont été réalisés depuis et depuis le groupe garde un public fidèle (quoique limité) et leur influence sur la musique rock en Finlande est largement reconnue.

## Les membres (depuis les débuts du groupe)
Guitare basse :
- Mats Huldén (1968-1970, 2004-)
- Pekka Pohjola (1970-1974)

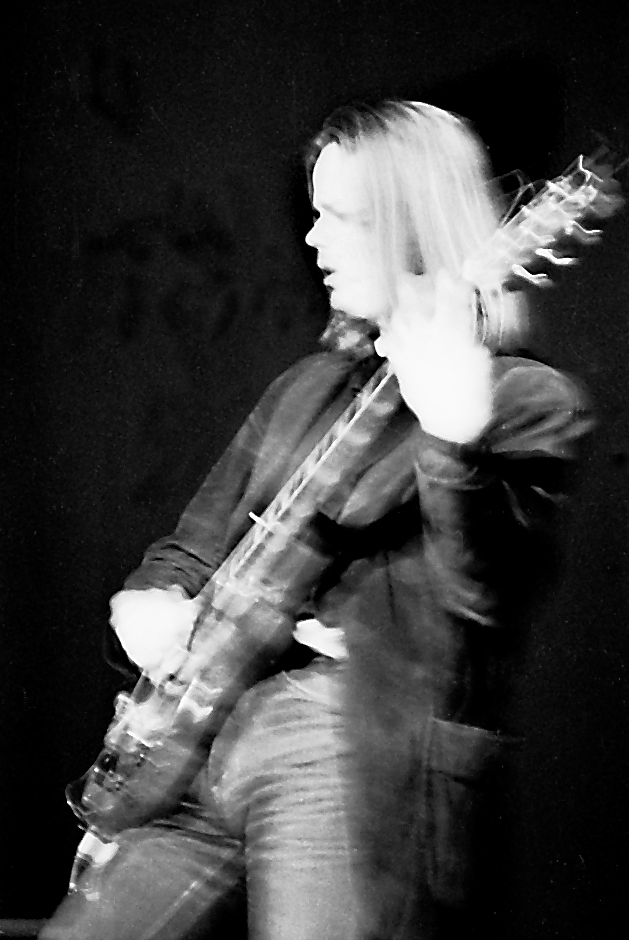
Pekka "Rekku" Rechardt en 1974.

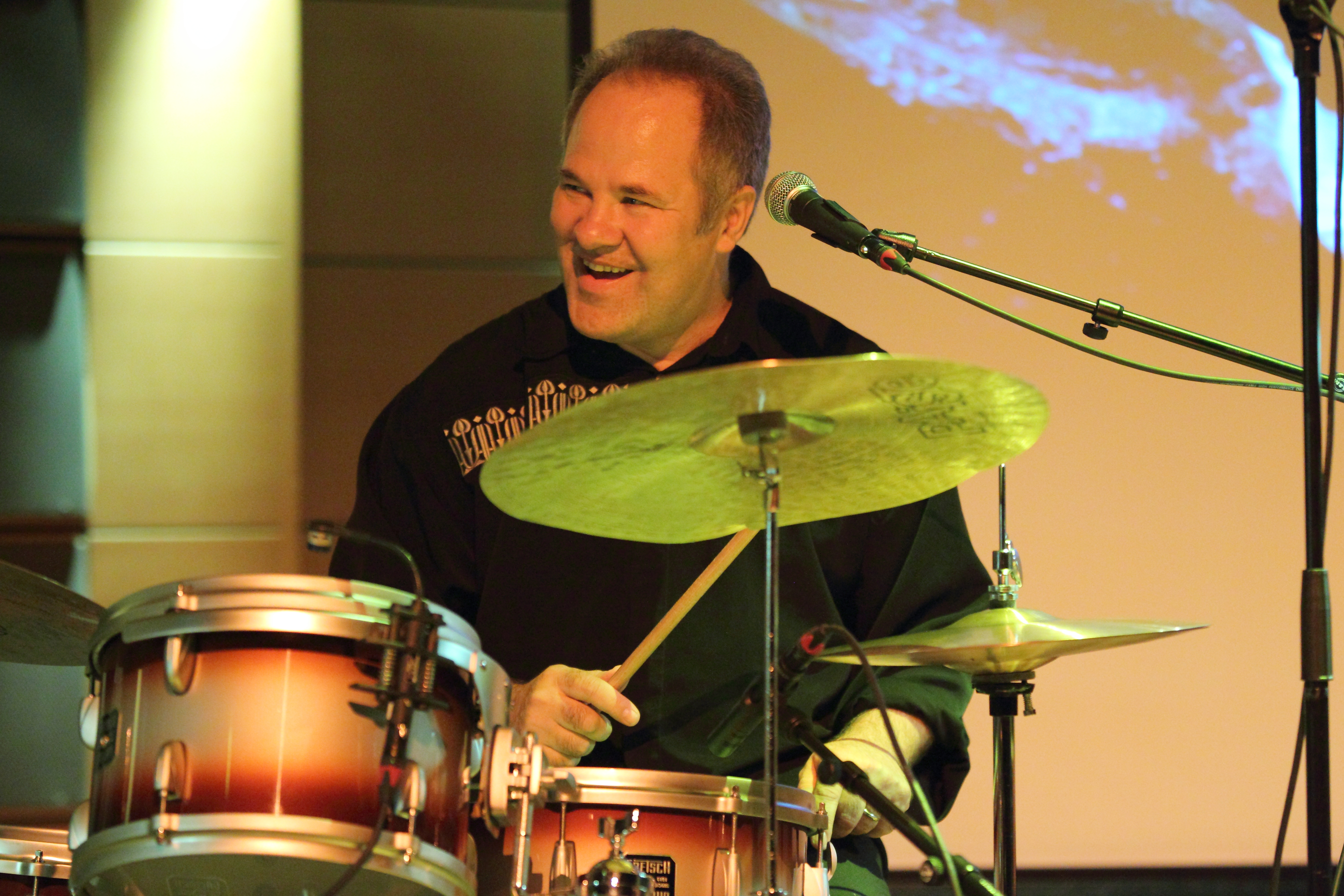
Jari "Kepa" Kettunen en 2010.

- Måns "Måsse" Groundstroem (1974-2003)
- Jussi Kinnunen (2003-2004)

Guitare :
- Vladimir "Nikke" Nikamo (1968-1970)
- Pekka "Rekku" Rechardt (1974-)

Claviers:
- Esa Kotilainen (1974-1975, 1977, 2001-)
- Heikki "Hessu/Pedro" Hietanen (1975-1977, 1991-1992, 1999-2000)
- Mikko Rintanen (1992-1993)

Chant et claviers :
- Jim Pembroke (1969-)
- Jukka Gustavson (1969-1974)

Batterie :
- Ronnie Österberg (1968-1980)
- Jan Noponen (1991-1993)
- Jari "Kepa" Kettunen (1993-)

## Discographie

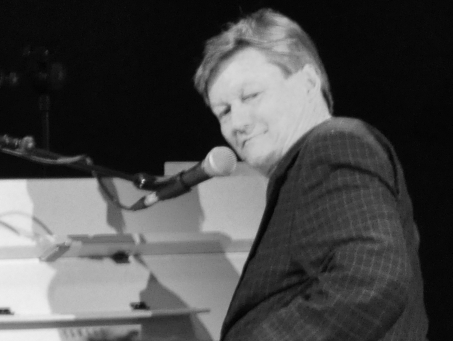
Jukka Gustavsson en 2010.

La discographie de Wigwam comprend les albums suivants : 

### Albums
- 1969 :  Hard 'n' Horny
- 1970 :  Tombstone Valentine (en)
- 1971 :  Fairyport (en)
- 1974 :  Being (en)
- 1975 :  Nuclear Nightclub
- 1976 :  The Lucky Golden Stripes and Starpose (en)
- 1977 :  Dark Album
- 1993 :  Light Ages (en)
- 2002 :  Titans Wheel
- 2005 :  Some Several Moons

### Compilations et albumslive
- 1972 : Wigwam
- 1975 : Live Music from the Twilight Zone
- 1979 : Rumours on the Rebound
- 1990 : Classics - The Rarest
- 1996 : Highlights
- 2000 : Fresh Garbage - Rarities from 1969-1977
- 2001 : Wigwam Plays Wigwam - Live

## Crédit auteur
- Cet article est partiellement ou en totalité issu de l'article intitulé « Wigwam (Finnish band) » (voir la liste des auteurs). *